# Formació del Lias Blau

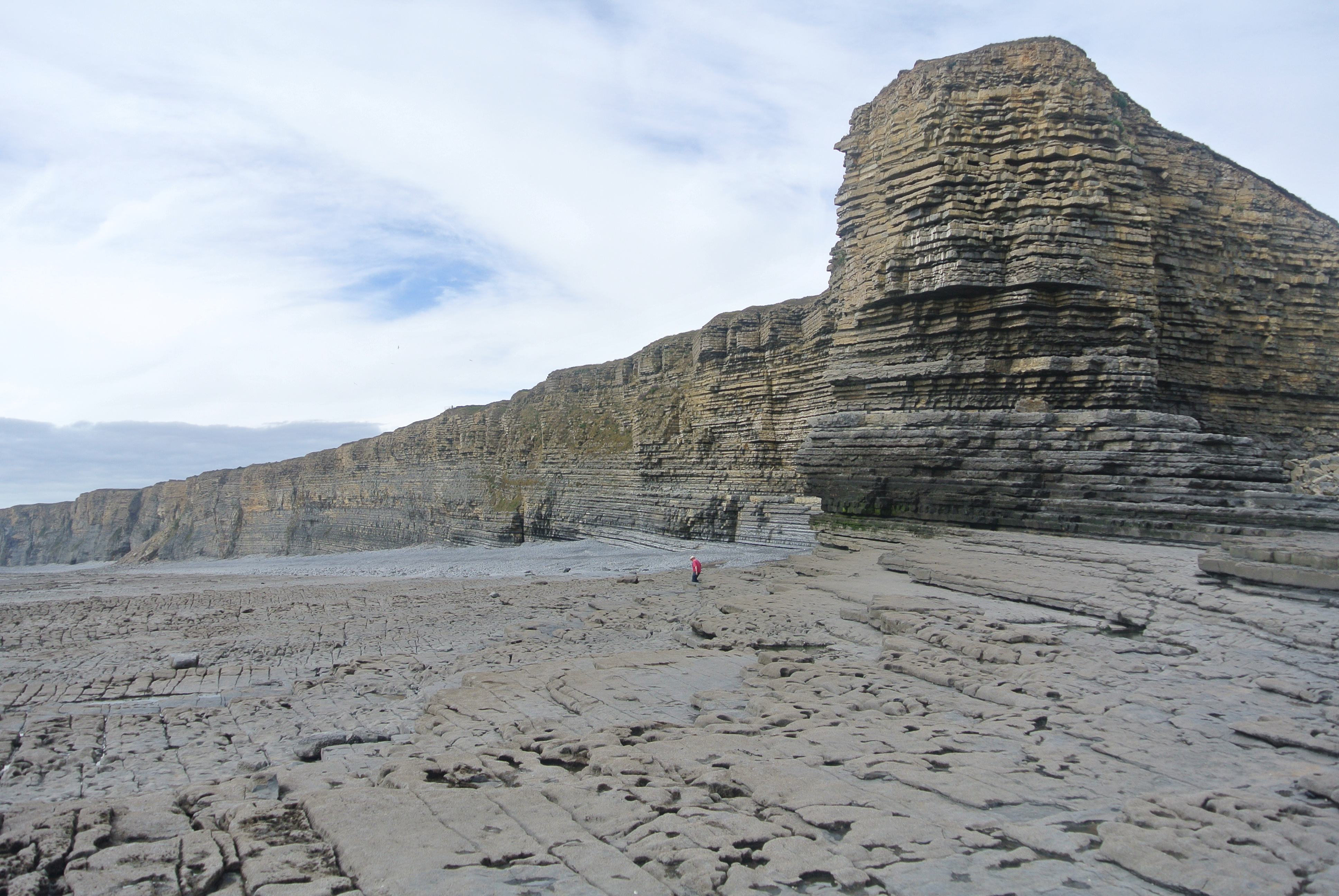
Nash Point, Glamorgan, Wales.

El Lias Blau és una formació geològica composta de calcàries i lutites de finals del Triàsic i principis del Juràssic, fa entre 195 i 200 milions d'anys. La majoria de la formació correspon a l'estatge Hettangià, primera subdivisió del Juràssic, per la qual cosa també es coneix com a «Lies primerenc» (en referència a un dels antics noms de les divisions del Juràssic). És una característica corrent dels penya-segats del voltant de Lyme Regis i Charmouth, a la Costa Juràssica de Dorset, on existeixen capes de calcària intercalades amb argiles. També està present a Somerset, particularment al voltant de les Polden Hills i Glastonbury, i forma una àmplia plana que creua les Midlands de l'Est. El Lias Blau fou utilitzat com a font de calcària per fer morter. A causa de ser argilosa, la calcària és hidràulica. Des de mitjans del segle xix, s'ha usat com a material per fer ciment al sud de Gal·les, Somerset, Warwickshire i Leicestershire. La pedrera de ciment de Rugby (Anglaterra) és probablement la millor mostra de la formació, on es poden veure més de 100 capes. També apareix prop de Whitby a Yorkshire i a Southam, on un pub duu el seu nom. La roca és rica en fòssils del Juràssic, especialment ammonits. El color blau grisenc prové del contingut de ferro de les pirites.